# Bam Margera
Bam Margera, pseudonimo di Brandon Cole Margera (West Chester, 28 settembre 1979), è uno skater, stuntman, personaggio televisivo e regista statunitense.
È principalmente conosciuto per essere stato uno dei protagonisti della serie televisiva Jackass.

## Biografia
Margera ha frequentato le scuole superiori a West Chester (Pennsylvania) insieme all'amico Chris Raab, anch'egli tra i protagonisti della serie televisiva Jackass.
Nel 2007 si è sposato con Melissa Rothstein, ma la coppia ha divorziato cinque anni più tardi. Nel 2013 si è sposato una seconda volta, con Nicole Boyd, dalla quale ha avuto un figlio nato nel 2017; la coppia si è separata nel 2022. Nel 2023 si è sposato una terza volta, con Dannii Marie, e vive in un castello medioevale a West Chester.

## Carriera

### Televisione
CKY Crew
Bam Margera ha cominciato la sua carriera televisiva filmando se stesso e i suoi amici mentre facevano skateboard e compivano scene da stuntman e successivamente ha pubblicato una compilation dei suoi lavori come CKY: Landspeed nel 1999.
Jackass
I video di Margera e amici vengono notati dall'allora editore della rivista Big Brother, Jeff Tremaine, il quale decide di finanziare il progetto riuscendo a convincere MTV a iniziare una serie televisiva dal nome Jackass. Margera è apparso poi in Jackass: The Movie, Jackass Number Two, Jackass 3D e Jackass 3.5.
Viva La Bam
Dopo Jackass, ha iniziato una propria serie su MTV intitolata Viva La Bam. Lo show è andato in onda per cinque stagioni, fra il 2003 e il 2005, seguendo Margera e la sua crew mentre facevano stunt e missioni goliardiche; venne girato principalmente a West Chester, in Pennsylvania, ma ha visitato anche New Orleans, Los Angeles, il Brasile, la Finlandia, il Messico, Amsterdam e la Transilvania. In aggiunta alla stagione regolare, vi sono l'episodio speciale Viva La Spring Break e l'episodio "perso" incluso nel CD Viva La Bands .
Haggard: The Movie
È coautore, regista e co-interprete di Haggard: The Movie (2003), un film indipendente basato sugli eventi reali della vita dell'amico Ryan Dunn. Dunn ha interpretato se stesso come personaggio principale mentre Margera ha interpretato "Valo", un personaggio basato su di lui e su elementi dell'amico e cantante degli HIM Ville Valo. Tony Hawk è apparso come ufficiale di polizia.
Radio Bam
Il 24 novembre 2004 vede il debutto di uno show settimanale sulla stazione radio statunitense Faction chiamato Radio Bam. Lo show ha ospitato Margera con i suoi amici della CKY Crew e di Jackass.
Bam's Unholy Union
MTV ha commissionato Bam's Unholy Union come una sorta di seguito di Viva la Bam. Lo show ha seguito Margera, la sua fidanzata Melissa Rothstein e i suoi amici nella preparazione del suo matrimonio.

### Skateboard
Bam Margera si fece conoscere come skater professionista quando, nel 2005, divenne il primo skater di strada a chiudere con successo un loop.
È sponsorizzato da Element Skateboards, Adio Footwear, Destructo Trucks, Speed Metal Bearings, Electric Visual e Fairman's Skateshop. Anche se non compete ad alti livelli, il supporto da parte degli sponsor gli conferisce lo status di "pro" (professionista). Bam è inoltre apparso nel film Destroying America insieme alla star dello skateboard statunitense Tony Hawk. Ha avuto una piccola parte nel film Grind.

### Altre attività
Ha fondato una propria etichetta discografica, la Filthy Note Records, ed ha diretto due videoclip musicali per Clutch, Turbonegro, Viking Skull, Vains of Jenna e molti altri per i CKY. Ha inoltre diretto quattro video musicali per la band finlandese HIM per i brani Buried Alive By Love, The Sacrament, And Love Said No, Solitary Man. Ha diretto il video per i The 69 Eyes Lost Boys. Compare anche come tastierista nel gruppo Gnarkill.
È stato animato come personaggio digitale nei videogiochi Tony Hawk's Pro Skater 3, Tony Hawk's Pro Skater 4, Tony Hawk's Underground, Tony Hawk's Underground 2, Tony Hawk's American Wasteland. Tony Hawk's Project 8, Tony Hawk's Proving Ground. Ha inoltre dato la voce ad un personaggio di Scarface: The World Is Yours.
In seguito alla morte dell'amico e collega Ryan Dunn, morto in un incidente stradale nella notte del 20 giugno 2011 (Nell'incidente ha perso la vita anche Zachary Hartwell, anch'egli stuntman e assistente alla produzione del film Jackass 2) Margera ha sofferto di depressione ed alcolismo ed ha poi deciso di raccontare di questo periodo nel docufilm VH1 Family Therapy with Dr. Jenn, uscito nel febbraio 2016.